# جایزه مرکز پزشکی آلبانی
جایزه مرکز پزشکی آلبانی برای پژوهش‌های پزشکی و بیوپزشکی (انگلیسی: Albany Medical Center Prize in Medicine and Biomedical Research) دومین جایزهٔ پزشکی ارائه‌شده در ایالات متحده آمریکا به‌لحاظ ارزش مالی است که در زمینهٔ تحقیقات پزشکی توسط مرکز پزشکی آلبانی واقع در شهر آلبانی، نیویورک اهدا می‌شود. در سرتاسر جهان نیز، این جایزهٔ از لحاظ مالی، چهارمین جایزهٔ ارزشمند است (پس از جایزه بریکترو در علوم زیستی به مبلغ $۳ میلیون دلار، جایزه نوبل فیزیولوژی و پزشکی به مبلغ $۱٫۲ میلیون دلار و جایزه شا به مبلغ $۱ میلیون دلار).
این جایزهٔ $۵۰۰٬۰۰۰ دلاری، همه ساله به دانشمندان، پزشکان یا گروه‌هایی اعطا می‌شود که کارهایشان منجر به پیشرفت قابل‌توجه در حوزه‌های سلامت و تحقیقات پزشکی و بهبود رسیدگی به بیماران شده باشد.
بنیان‌گذار این جایزه که اهدای آن از سال ۲۰۰۱ میلادی آغاز شد، بازرگان و نیکوکار آمریکایی موریس سیلورمن بود.